# ليندسي كولسون
ليندسي كولسون (بالإنجليزية: Lindsey Coulson)‏ هي ممثلة بريطانية، ولدت في 1960 بلندن في المملكة المتحدة.

## وصلات خارجية
- ليندسي كولسون على موقع IMDb (الإنجليزية)
- ليندسي كولسون على موقع قاعدة بيانات الفيلم (الإنجليزية)